# Fluorure de samarium(III)
Le fluorure de samarium(III) est un composé chimique, fluorure de samarium de formule SmF3, solide légèrement hygroscopique.

## Préparation
Le fluorure de samarium(III) peut être obtenu en faisant réagir SmCl3 ou Sm2(CO3)3 avec de l'acide fluorhydrique à 40 % :
SmCl3 + 3 HF → SmF3↓ + 3 HCl
Sm2(CO3)3 + 6 HF → 2 SmF3 + 3 H2O + 3 CO2↑
Le fluorure de samarium(III) peut aussi se former par réaction hydrothermale du nitrate de samarium et du tétrafluoroborate de sodium à 200 °C.

## Propriétés

### Chimiques
Le fluorure de samarium(III) réagit avec certains agents réducteurs à haute température pour donner du fluorure de samarium(II) :
{\displaystyle {\mathsf {4SmF_{3}+C\ {\xrightarrow {2000^{o}C}}\ 4SmF_{2}+CF_{4}}}}
{\displaystyle {\mathsf {2SmF_{3}+Sm\ {\xrightarrow {1800^{o}C}}\ 3SmF_{2}}}}

### Physiques
À température ambiante, le fluorure de samarium(III) possède une structure orthorhombique avec un groupe d'espace Pnma de type β-YF3 avec les paramètres de maille a = 666,9 pm, b = 705,9 pm, c = 440,5 pm. Au-dessus de 495 °C, il adopte la structure rhomboédrique du LaF3 (groupe d'espace P3cl) – avec les paramètres de maille a = 707 pm, c = 724 pm.

## Risques
Les conditions/substances à éviter sont : flamme nue, humidité et acides forts.